# Jon Hiseman
Jon Hiseman, nome completo Phillip John Hiseman (Londra, 21 giugno 1944 – Sutton, 12 giugno 2018), è stato un batterista britannico.

## Carriera
A metà degli anni '60 partecipò ad alcune registrazioni, come a quella del singolo "Devil's Grip" di Arthur Brown. Nel 1966 sostituì Ginger Baker nei Graham Bond Organisation e suonò per un breve periodo con Georgie Fame and the Blue Flames. In seguito nel 1968 si unì ai John Mayall & the Bluesbreakers per l'iconico album Bare Wires. Nell'aprile dello stesso anno lasciò il gruppo per fondare quella che è stata definita la rock band "seminale" nel campo del jazz rock e del progressive rock: i Colosseum. I Colosseum si sciolsero nel novembre 1971, anche se in seguito nel 1975 Hiseman fondò i Colosseum II con Don Airey e Gary Moore.
Tra queste due versioni dei Colosseum Hiseman fondò i Tempest con Allan Holdsworth, Paul Williams e Mark Clarke (già con lui nei Colosseum). Per un breve periodo la band divenne un quintetto con l'aggiunta di Ollie Halsall, ma in seguito Holdsworth e Williams lasciarono il gruppo lasciando ad Halsall il compito di coprire chitarre e voci.
In seguito Hiseman suonò in alcuni gruppi jazz, in particolare con la moglie Barbara Thompson, con la quale ha registrato e prodotto quindici album, esplorando quindi il genere jazz fusion con i suoi Colosseum II.
Nella ricerca di un sound per un album in cui il fratello Julian avrebbe suonato il violoncello, il compositore Andrew Lloyd Webber s'imbatté casualmente nei Colosseum II e coinvolse l'intera band nel suo progetto "Variations". Fu l'inizio di una collaborazione decennale con Hiseman, che suonò la batteria in diversi dischi, speciali televisivi e musical.
Nel 1982 costruì uno studio di registrazione accanto a casa sua, ed insieme alle abilità compositive di Barbara Thompson produsse numerose colonne sonore per film e serie televisive. Insieme alla moglie Hiseman ha fondato la United Jazz + Rock Ensemble, un supergruppo con sede in Germania.
Nel giugno 1994 i Colosseum si riunirono con la stessa formazione con la quale si erano sciolti 23 anni prima. Suonarono al Zelt Musik Festival di Fribugo cui fece seguito, in ottobre, uno speciale televisivo su WDR Colonia che fu registrato e distribuito su CD e VHS; nel 2003 seguì una versione su DVD. Seguirono anche delle nuove registrazioni da studio nonché un'edizione ampliata di Valentyne Suite e Colosseum Live, oltre a numerosi box di compilation.
Barbara Thompson suonò sporadicamente con la band prima di diventarne un membro permanente a seguito della morte di Dick Heckstall-Smith nel 2004. I Colosseum suonarono il loro concerto d'addio il 28 febbraio 2015.
Nel 2010 fu pubblicata una biografia su Jon Hiseman, intitolata Playing the Band, scritta da Martyn Hanson e distribuita da Colin Richardson, manager dei Colosseum.
Nel 2017 Jon Hiseman formò un nuovo trio chiamato JCM. A fine anno il gruppo registrò l'album "Heroes", uscito nell'aprile 2018. Il 7 aprile 2018 i JCM cominciarono la loro tournée con alcuni membri aggiuntivi Clem Clempson a chitarra e voce e Mark Clarke a basso e voce.
Batterista di grandi capacità, di genere jazz, blues e rock, ottiene nel 1968, 1969, 1975, 1976, 1991 e 1994 ben 6 nomination come miglior percussionista del mondo, contrapposto al collega Carl Palmer.

### Morte
Morì all'età di 73 anni il 12 giugno 2018.

## Discografia

### Graham Bond Organisation
- Solid Bond - (1966-67, ma pubblicato nel 1970)

### John Mayall's Bluesbreakers
- Bare Wires - (1968)

### con Jack Bruce
- Things We Like - (1968, ma pubblicato nel 1970)
- Songs for a Taylor - (1969)
- Spirit, 3 CD live - (1971-78, ma pubblicati nel 2008)

### Colosseum
- Those Who Are About To Die Salute You - (1969)
- Valentyne Suite - (1969)
- Valentyne Live - (edizione limitata 1969)
- The Grass Is Greener - (1970) [solo USA]
- Daughter of Time - (1970)
- Colosseum Live - (1971)
- Colosseum LiveS - The Reunion Concerts, DVD e CDs– (1994)
- Bread and Circuses - (1997)
- Tomorrow's Blues - (2003)
- Colosseum Live '05 - (2005)
- Time On Our Side - (2014)

### con Neil Ardley & The New Jazz Orchestra
- Camden '70 - (live, 1970)
- Spirits of Amaranths - (1971)
- On the Radio-BBC Sessions 1971 - (live, 1971)

### con Dick Heckstall-Smith
- A Story Ended - (1972)

### con Dave Cousins
- Two Wheeks Last Summer - (1972)

### con W.Dauner' s Et Cetera
- Knirsch - (1972)

### Colosseum II
- Strange New Flesh - (1976)
- Electric Savage - (1977)
- War Dance - (1978)

### con Andrew Lloyd Webber
- Variations - (1978)
- Cats - (1981)

### Tempest
- Tempest - (1973)
- Live in London - (1974)
- Living in Fear - (1974)
- Tempest Collection, compilation - (1990)

### The United Jazz & Rock Ensemble
- Live im Schutzenhaus - (1977)
- Teamwork - (1978)
- The Break Even Point - (1979)
- Live in Berlin - (1981)
- The United Live Opus Sechs - (1984)
- Round Seven - (1987)
- Na Endlich ! - (1992)
- Die Neunte Von United - (1996)
- X - (1999)

### Barbara Thompson's Paraphernalia
- Wild Tales - (1979)
- Live in Concert - (1980)
- Mother Earth - (1982)
- Pure Phantasy/NightWatch - (1984)
- A Cry From The Hearth - (1987)
- Breathless - (1991)
- Everlasting Flame - (1993)
- Lady Saxophone - (1995)
- Shifting Sand - (1998)
- Thompson's Tangos - (2000)
- In The Eye Of a Storm, compilation - (2003)
- Never Say Goodbye - (2005)
- Chapter and Verse, compilation - (2005)
- Paraphernalia Live '05 DVD - (2008)
- The Last Fandango - (2014)

### con Rod Argent & Barbara Thompson
- Ghosts - (1982)
- ShadowShow - (1984)

### JCM
- Heroes- (2018)

### Solista
- A Night in the Sun - (1981)
- About Time Too ! - (1991)